# 博氏軟首鱈
博氏軟首鱈，為輻鰭魚綱鱈形目鼠尾鱈科的其中一種，分布於北太平洋海域，屬深海底棲性魚類，深度270-290公尺，體長可達47公分，棲息在底中層水域，生活習性不明。

## 扩展阅读
維基物種上的相關：博氏軟首鱈